# Lucien Muller
Lucien Muller-Schmidt (Bischwiller, 1934. szeptember 3. –) francia labdarúgó-középpályás, edző.
A francia válogatott tagjaként részt vett az 1960-as labdarúgó-Európa-bajnokságon és az 1966-os labdarúgó-világbajnokságon.